# A Peace to End All Peace
A Peace to End All Peace (tạm dịch: Một hòa bình để kết thúc mọi hòa bình) là cuốn sách lịch sử của David Fromkin xuất bản năm 1989 đã lọt vào vòng chung kết giải Pulitzer. Cuốn sách mô tả những sự kiện dẫn tới sự tan rã của Đế quốc Ottoman, và những thay đổi kịch tính xảy ra ở khu vực Trung Đông- hậu quả của sự sụp đổ của đế quốc này.